# Église Saint-Saturnin de Chanteuges
Pour les articles homonymes, voir Église Saint-Saturnin.
L'église Saint-Saturnin, dite aussi église Saint-Marcellin est un édifice catholique qui se dresse sur le territoire de la commune française de Chanteuges, dans le département de la Haute-Loire, en région Auvergne-Rhône-Alpes. Il s'agit de l'ancienne église abbatiale du prieuré de Chanteuges.

## Localisation
L'église est située sur la commune de Chanteuges, dans le département français de la Haute-Loire.

## Description

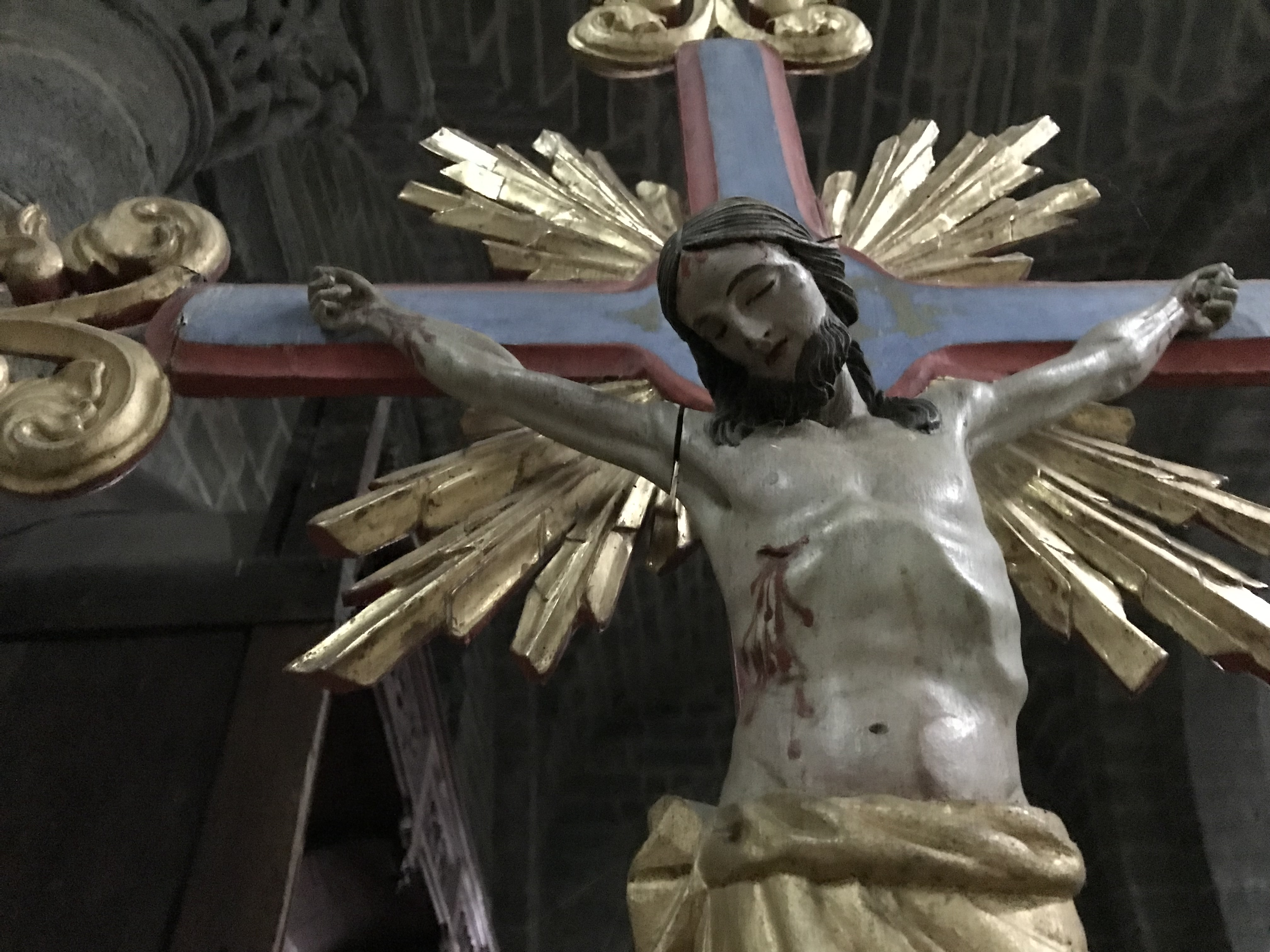
Statue de Jésus dans le prieuré de Chanteuges.

L'église abbatiale, dont le clocher est contemporain des travaux entrepris par l'abbé de La Chaise-Dieu, Jacques de Saint-Nectaire, est dépourvue de transept. Chacun des trois vaisseaux s'ouvre sur une abside. La nef compte deux portails, l'un sur la façade occidentale, l'autre sur la troisième travée du bas-côté nord. Ils sont dépourvus de tout décor sculpté majeur. Le portail d'entrée ouest est bordé par un tore extradossé d'un rouleau ainsi que par des colonnettes encastrées dans un angle de la maçonnerie. Il devait être précédé d'un avant-porche, aujourd'hui disparu. L'entrée est surmontée par une vaste baie ogivale. Quant au portail nord, de nos jours muré, il permettait l'accès des religieux directement des bâtiments claustraux à l'église. Il est encadré de plusieurs tores et rouleaux alternés de colonnettes engagées dans les piédroits ou encastrées dans un ressaut de la maçonnerie. À noter la présence d'un cordon à billettes et d'impostes à damiers qui rehausse sa structure. La façade méridionale de l'église présente un ensemble de fenêtres aux décors similaires. Celles du haut-vaisseau et du bas-côté sont incorporés dans une arcature enveloppant les trilobes.
À l'intérieur, les baies sont encadrées de colonnettes. La plupart des chapiteaux font référence à l'Antiquité : sirènes, hommes nus empoignant des végétaux, porte-brebis, aigles aux ailes déployées, et oiseaux picorant. Les chapiteaux figurés ne représentent que 14 des 62 chapiteaux qui constituent le décor sculpté, les chapiteaux végétaux sont les plus nombreux et dérivent du corinthien.
Les voûtes d'arêtes des bas-côtés sont d'origine. Les chapiteaux imagés, qui rappellent ceux de la basilique Saint-Julien de Brioude et de l'abbaye de Mozac, dont un chapiteau où est figuré le thème du porteur d'agneau ou du mouton, symbole d'humilité et représentant également le Christ et les croyants, et un autre, l'avarice ou la condamnation des pratiques usuraires (un personnage à la bourse bien garni est entouré de deux vouivres, préposées à la garde d'un trésor), sont parmi les plus beaux du Haut-Allier. Ils ont été attribués au meilleur sculpteur de la basilique Saint-Julien de Brioude. D'autres chapiteaux peuvent être rapprochés de ceux de l'église Saint-Georges de Saint-Paulien.

## Protection aux monuments historiques
L'église est classé au titre des monuments historiques par liste de 1840.